# Mãe Tila
Donatila Paraíso do Nascimento (1912-2003), foi uma mãe-de-santo brasileira.
Filha de Orixalá, filha de José Francelino do Paraíso e irmã de Mãe Biu, foi iniciada por Artur Rosendo e Maria Oiá, em 1932, era uma senhora de estatura pequenina e franzina, tornando-se a madrinha da Casa Xambá (iaquequerê), no ano seguinte. Juntamente com Mãe Biu, foi a responsável pela preservação das tradições da Nação em Pernambuco, tendo dedicado mais de setenta anos de sua vida ao culto aos Orixás. Não se sabe na verdade quantos filhos teve, pois entre os consanguíneos, estes foram 4, e os que iniciou no culto dos Orixás, durante o período de iaquequerê do Xambá que foi de 1933 até 1993 e como Mãe de Santo do Terreiro Xambá no período de 1993 até 2003 quando veio a falecer, perdeu a conta, nunca tratou a um filho-de-santo que não fosse da maneira como tratava seus próprios filhos. Ela falava sempre que os filhos iniciados eram como parir, por isso não havia distinção entre eles.
Tia Tila contava que as duas mulheres das quais guardava muitas saudades e boas recordações foram Maria Oiá e Mãe Biu, tendo guardado por essas um profundo luto. Quando faleceu em 2003 era a Ialorixá mais velha, em idade e tempo de iniciada, do estado de Pernambuco. Ela foi iniciada para Orixalá, orixá pelo qual mantinha todo o respeito. Nunca vimos Tia Tila sem que fosse vestida de branco. Com sua morte, desapareceu a última testemunha da fundação do terreiro e a maior fonte de informações sobre a história e a cultura do Povo Xambá.